# Bóris III da Bulgária
Bóris Clemente Roberto Maria Pio Luís Estanislau Xavier (em búlgaro: Борис Клемент Роберт Мария Пий Луи Станислав Ксавие; Sófia, 30 de janeiro de 1894 - 28 de agosto de 1943) foi o penúltimo Czar da Bulgária. Bastante popular entre seus súditos, foi uma das figuras-chave nos Balcãs durante o período entre guerras e a Segunda Guerra Mundial.
Subiu ao trono após a abdicação de seu pai, Fernando I da Bulgária, acusado de levar a Bulgária à derrota na Primeira Guerra Mundial. Aos 24 anos, herdou um Estado arruinado à beira do caos, dividido pela rivalidade entre extremistas de esquerda e direita. Apesar de seus esforços para estabilizar a vida política do país, foi impotente contra o autoritarismo de seus primeiros-ministros Aleksandar Stamboliysky e Aleksandar Tsankov. Filantropo, costumava viajar pelo país para dar auxílio à população mais necessitada. Também visitou outros países, na tentativa de melhorar a imagem da Bulgária após a Primeira Guerra. Foi durante uma dessas viagens que conheceu a princesa Joana de Saboia, com quem se casou em 1930.
Em 1934, a depressão econômica aliada aos conflitos políticos levaram a um golpe militar organizado e liderado por oficiais da Zveno, que instauraram um regime ditatorial visando o estabelecimento de uma república. Bóris recuperou o controle no ano seguinte e, para evitar uma nova crise política, impôs ao país uma ditadura. Contrário aos métodos brutais dos regimes totalitários, tentou em vão aproximar-se das democracias ocidentais, mas a indiferença internacional levou-o a estreitar relações com a Alemanha Nazista. Como pacifista, tentou manter uma posição de neutralidade ao longo dos acontecimentos da Segunda Guerra Mundial mas, em 1941, com o exército alemão estacionado na fronteira búlgara, o monarca foi forçado a alinhar-se às Potências do Eixo. Apesar da aliança formal, não participou militarmente do conflito e recusou-se a deportar judeus búlgaros para a Alemanha. Em 1943, duas semanas após um encontro com Adolf Hitler, morreu repentinamente em circunstâncias misteriosas. Seu filho Simeão II sucedeu-lhe.

## Família e primeiros anos

### Batismo controverso
Bóris nasceu no Palácio de Vrana na madrugada de 30 de janeiro de 1894, sob uma salva de 101 tiros de canhão. Primeiro filho de Fernando de Saxe-Coburgo-Gota, então príncipe-regente da Bulgária, e da princesa Maria Luísa de Bourbon-Parma, recebeu logo após o nascimento o título de "Príncipe de Turnovo". Seu nascimento ocorreu num momento em que a Bulgária atravessava um complexo e curioso contexto político: um jovem principado integrante do muçulmano Império Otomano, onde a maioria da população professava a fé ortodoxa e era governado por um casal de católicos devotos. Nessas condições, a religião assumia uma grande importância na região. O fato de Fernando ser um oficial austríaco, filho de um príncipe alemão (Augusto de Saxe-Coburgo-Gota) aliado da Inglaterra e de uma francesa (Clementina de Orléans) e eleito por uma assembleia anti-russa, tornaram ruins as relações com a ortodoxa Rússia.
Quando Bóris já havia sido batizado como católico, Fernando pensou em convertê-lo à Igreja Ortodoxa Búlgara. Um batismo ortodoxo poderia aproximá-lo não apenas de seu povo, mas também do czar Alexandre III da Rússia, que recusava-se a reconhecer sua posição. No entanto, tal decisão implicava vários riscos e toda a Europa católica chocou-se com a notícia. O Papa Leão XIII ameaçou Fernando de excomunhão, o imperador Francisco José da Áustria ameaçou declarar-lhe guerra e a princesa Maria Luísa opôs-se categoricamente à ideia. Fernando hesitou, mas as razões de Estado o fizeram decidir-se. Em 15 de fevereiro de 1896, Bóris foi convertido ao rito ortodoxo e o czar Nicolau II da Rússia (que sucedeu Alexandre III e era casado com uma neta da rainha Vitória do Reino Unido) foi seu padrinho. Fernando foi então excomungado e sua esposa, indignada e envergonhada, deixou o país levando seu segundo filho, o príncipe Cirilo, batizado como católico.

### Educação

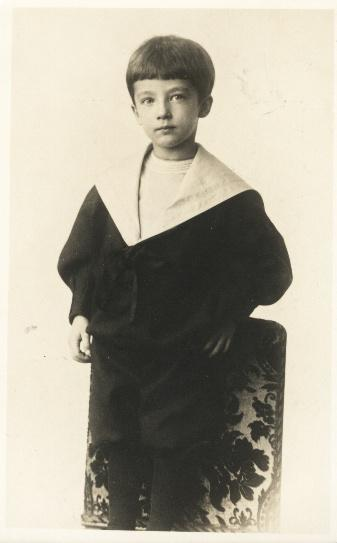
Bóris III aos cinco anos de idade

Em 31 de janeiro de 1899, um dia após dar à luz a princesa Nadežda, a princesa Maria Luísa morreu por complicações no parto, agravadas por uma pneumonia. A educação do príncipe Bóris foi, então, confiada à avó paterna, a princesa Clementina de Orléans, filha do rei Luís Filipe I de França. Com a morte desta, em 16 de fevereiro de 1907, Fernando assumiu a responsabilidade pela educação do filho. Escolheu como tutor do príncipe um suíço-francês, mas fez questão de escolher pessoalmente todos os professores, de quem exigiu uma instrução rigorosa. Bóris estudou todas as disciplinas ensinadas nas escolas búlgaras, além dos idiomas francês e alemão. Mais tarde aprenderia também a falar italiano, inglês e até mesmo o albanês. A educação militar ficou a cargo de oficiais búlgaros.
Seu pai incutiu-lhe a paixão pelas ciências naturais, matéria que Bóris continuou a estudar ao longo da vida, tornando-se um verdadeiro especialista. Fernando também foi o responsável pelo gosto do príncipe pela mecânica, especialmente pelas locomotivas. Em setembro de 1910, com apenas 15 anos, Bóris foi aprovado nos exames para mecânico ferroviário.
No entanto, a vida no palácio não era fácil para o jovem Bóris. Seu pai, ou melhor, o "monarca", como os filhos o chamavam, era autoritário e violento. Arrogante e desdenhoso, com frequência levava seus familiares às lágrimas com seus comentários sarcásticos. Com exceção das cerimônias oficiais, Bóris não tinha qualquer contato com o povo búlgaro nem com o mundo exterior. O palácio, apelidado por ele de "prisão", não lhe oferecia uma vivência simples, nem fácil nem alegre.

### Testemunha de grandes eventos

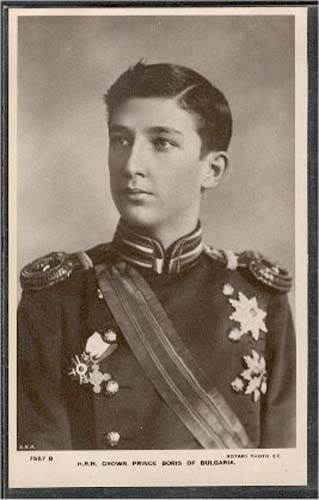
O príncipe na adolescência

Em 22 de setembro de 1908, aproveitando-se da crise política decorrente da Revolução dos Jovens Turcos no Império Otomano, Fernando declarou a Independência da Bulgária e tomou para si o título de czar, como Fernando I.
A partir de 1911, Bóris conseguiu uma relativa liberdade do controle paterno e passou a viajar e a conhecer o mundo. Estas viagens marcaram sua entrada no cenário internacional. Assim, num mesmo ano, compareceu à coroação de seu primo Jorge V em Londres a aos funerais da rainha Maria Pia de Portugal em Turim, ocasiões em que pôde manter contato com a realeza e com outros chefes-de-Estado. Em 1 de setembro de 1911, em visita ao seu padrinho, o czar Nicolau II, Bóris foi testemunha do atentado que resultou na morte do primeiro-ministro russo Piotr Stolypin, ocorrido diante de seus olhos, durante uma apresentação na Ópera de Kiev.
Em janeiro de 1912, Bóris atingiu a maioridade e tornou-se capitão e comandante de um regimento. Com a eclosão da Primeira Guerra dos Balcãs, em outubro daquele ano - que uniu sérvios, gregos, montenegrinos e búlgaros contra o domínio otomano na Macedônia -, o príncipe integrou o estado-maior do exército e não hesitou em lutar nas linhas de frente dos combates.
Com a vitória na guerra e a falta de um consenso quanto à partilha do território macedônio, a Bulgária decide atacar seus antigos aliados, dando início à Segunda Guerra dos Balcãs, em 1913 - um conflito desastroso, com exércitos inteiros dizimados pelo cólera. Como testemunha ocular dos fatos, Bóris tornou-se mais tarde um pacifista convicto.
O fiasco militar parecia tornar inevitável a abdicação de Fernando I. Bóris foi impelido a abandonar o palácio e refugiar-se no exército, para preparar-se para ascender ao trono. Recusando-se a retirar-se, o príncipe respondeu: "Eu não quero reinar. Se o czar vai, eu vou com ele." Fernando terminou por não abdicar e Bóris foi enviado para a Escola Superior de Guerra, onde teria o mesmo tratamento dispensado aos demais oficiais.
Em 1915, Fernando I aliou-se às Potências Centrais, levando a Bulgária à Primeira Guerra Mundial. Bóris protestou publicamente contra a decisão e foi preso, por ordem paterna, por vários dias (por essa atitude, França e Reino Unido expressariam sua gratidão ao príncipe em 1918). Em seguida, foi nomeado oficial em missão especial no quartel-general do exército búlgaro. Suas funções eram, em geral, garantir a boa execução das operações e coordenar as diferentes frentes de combate. Desempenhando esse papel, teve oportunidade de visitar a frente e inspecionar trincheiras, travando amizade com oficiais e soldados.

## Czar dos búlgaros
Sob o reinado de seu pai, a Bulgária colecionou fracassos militares:
- a Segunda Guerra dos Balcãs resultou no Tratado de Bucareste, onde a Bulgária teve de ceder muitos territórios, além de pagar indenizações, aos seus vizinhos;[27]
- a Primeira Guerra Mundial resultou no Tratado de Neuilly, com a perda de várias jurisdições búlgaras - incluindo o acesso ao mar Egeu - e pesadas compensações aos países vitoriosos.[28]

Pressionado pelo povo búlgaro e pelos vencedores, Fernando I abdicou em 3 de outubro de 1918 e partiu para o exílio em Coburgo com seus outros filhos. Nesse mesmo dia, o príncipe-herdeiro foi proclamado czar, com o título de Bóris III.
Seu reinado, entretanto, começou sob maus auspícios: isolado da família, só voltaria a ver suas irmãs em 1921 e seu irmão Cirilo em 1926. As más colheitas de 1917 e 1918, os racionamentos e a ocupação estrangeira deram impulso aos partidos de esquerda: a União Nacional Agrária Búlgara e o Partido Comunista. No entanto, de todos os Estados derrotados em 1918, apenas a Bulgária continuava a ser uma monarquia.

### Impotência diante de regimes autoritários

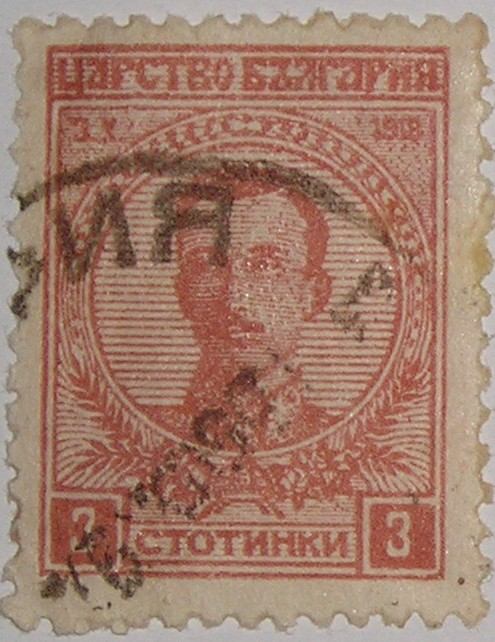
Selo comemorativo do primeiro aniversário de coroação de Bóris III

Em 6 de outubro de 1919, um ano após a ascensão de Bóris III, a União Agrária venceu as eleições, forçando o czar a nomear seu líder, Aleksandar Stamboliysky, como primeiro-ministro. Muito popular entre os camponeses, que compunham a maior parte da população, Stamboliysky deixou clara sua oposição à monarquia. Ao instalar uma "ditadura camponesa", ganhou a hostilidade das classes média e militar.
A União Agrária governou o país até 9 de junho de 1923, quando um golpe militar tomou o poder. Aleksandar Tsankov, um dos líderes golpistas, assumiu o governo e implantou um regime autoritário. Durante seu governo, a Bulgária mergulhou num período de grande instabilidade. Em 23 de setembro de 1923, uma fracassada insurreição comunista serviu de pretexto para um "terror branco", onde terrorismo e contra-terrorismo fizeram mais de 20 mil vítimas. Estima-se que, em 1924, houve 200 assassinatos por motivos políticos.

### Os dois atentados
Em 13 de abril de 1925, Bóris III e outras quatro pessoas voltavam de uma viagem de caça em Arabakonak, próximo da pequena cidade de Botevgrad. No trajeto de volta, foram vítimas de uma emboscada que culminou com a morte de dois membros do grupo. O motorista do czar também foi baleado e perdeu o controle do veículo, que bateu num poste. Bóris e os sobreviventes salvaram-se entrando num ônibus que passava pelo local. No mesmo dia, o ex-general e deputado Konstantin Georgiev foi assassinado.
Três dias depois, durante os funerais do general Georgiev - evento que contava com a presença de diversos líderes búlgaros -, comunistas e anarquistas instalaram bombas na Catedral de Sveta-Nedelya. A explosão ocorreu no meio da cerimônia fúnebre, vitimando 128 pessoas, incluindo o prefeito de Sófia, 11 generais, 25 oficiais superiores, o chefe de polícia e um grupo de meninas. Bóris III safou-se porque estava nos funerais de um de seus amigos mortos no atentado anterior e só chegou à catedral após as explosões. Este segundo ataque, além de ter perdido seu alvo, motivou uma grande repressão por parte das autoridades, que prenderam 3194 pessoas e condenaram 268 à morte.

### A popularidade do czar

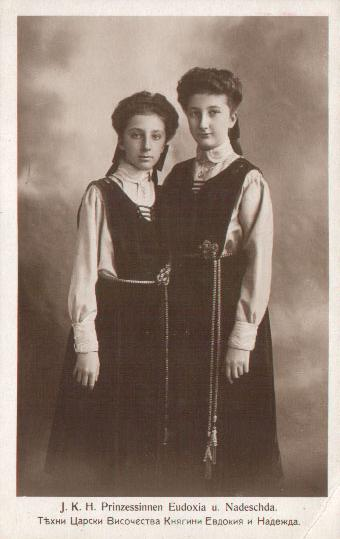
Princesas Nadezhda e Eudóxia, irmãs de Bóris III

Desde a sua ascensão, Bóris havia sido afastado dos assuntos de Estado. Assim, passava a maior parte de seu tempo completando suas coleções de flores selvagens e borboletas, dedicando-se à mecânica (especialmente de locomotivas) ou viajando pelo país. Visitava cidades, vilas, fábricas e fazendas - onde comia e dormia nas casas dos agricultores. Tais atitudes criaram um forte laço entre o czar e o povo búlgaro.
A personalidade de Bóris aumentava sua popularidade e a imprensa retratava constantemente seu caráter "heroico", como quando salvou seis pessoas do afogamento no mar Negro em 1931, ou quando assumiu o controle do trem em que viajava em 1934, durante uma pane e um consequente princípio de incêndio.
Em 1926, Bóris fez sua primeira viagem ao exterior como czar e escolheu como primeiros destinos a Suíça e a Itália. Excursionou pela Europa até 1930 com sua irmã, a princesa Eudóxia, mas por temer algum atentado, viajava sob o pseudônimo de "Conde Stanislas Rilski de Varsóvia", só utilizando seu nome verdadeiro em eventos oficiais. Visitou também a Liga das Nações, o presidente francês Gaston Doumergue, o presidente alemão Paul von Hindenburg, o rei dos belgas Alberto I, o rei da Itália Vítor Emanuel III e caçou com o rei Jorge V da Inglaterra. Também conheceu Albert Einstein e o filósofo Henri Bergson.
Em sua primeira reunião com o Duce Benito Mussolini, em Roma, Bóris declarou:
"Admiro você por ter conseguido recuperar, reorganizar a Itália, mas uma ditadura, um regime totalitário só podem ser transitórios. Lembre-se das palavras de Bismarck: você pode fazer tudo com as baionetas, exceto sentar-se nelas. Irei admirá-lo muito mais se você conseguir sair, quando necessário, e voltar à legalidade."

### Uma czarina para os búlgaros
Em 1927, aos 30 anos de idade, Bóris continuava solteiro e especulava-se por toda a Europa sobre quem seria a escolhida como futura czarina. Finalmente, após três anos de busca em diversas cortes europeias, Bóris apaixonou-se pela princesa Joana de Saboia, terceira filha do rei Victor Emmanuel III e de Helena de Montenegro. Em janeiro de 1930, após o casamento do príncipe herdeiro italiano Umberto (futuro Umberto II), Bóris pediu a mão de Joana ao rei.
A religião do futuro príncipe herdeiro tornou-se uma questão problemática pois, de acordo com a Constituição da Bulgária, o herdeiro do trono deveria pertencer à Igreja Ortodoxa. Entretanto, para o Papa Pio XI, estava fora de cogitação abençoar o casamento se toda a descendência vindoura não fosse batizada como católica - um impasse que colocava Joana em risco de excomunhão. Mas, graças ao núncio apostólico na Bulgária, Angelo Roncalli (o futuro Papa João XXIII), Bóris chegou a um acordo com a Santa Sé. Em 25 de outubro de 1930, a cerimônia católica foi celebrada em Assis, seguida da cerimônia ortodoxa, em 9 de novembro, em Sófia.
Mais tarde, o casal real decidiu de comum acordo batizar seus dois filhos segundo o rito ortodoxo. O Vaticano protestou:
"Sua Majestade assinou uma promessa de batizar seus filhos no catolicismo. Se não cumprir este compromisso, terá que responder à sua própria consciência."
No entanto, Joana nunca foi excomungada.

### Monarca absoluto
A Bulgária começou a atravessar um período difícil. Com a cessação dos atentados, houve uma melhora da situação interna, mas a Bulgária começou a atravessar um período difícil com a Grande Depressão. A produção havia caído 40% em dois anos e o número de desempregados subiu para 200 mil, para uma população de sete milhões. O governo eleito em 1931, o bloco popular, decepcionou por sua incapacidade em reverter a situação. A vitória dos comunistas nas eleições municipais de 1932 em Sófia levou o governo a dissolver rapidamente o Conselho.
Com a situação agravando-se a cada dia, um grupo de intelectuais e militares, a Zveno, decidiram dar um golpe de Estado. Em 19 de maio de 1934 os coronéis Damian Velchev e Kimon Georgiev assumiram o poder e obrigaram Bóris a aceitar o novo governo. Foi instaurada uma ditadura corporativista que recuperou rapidamente o país, mas seus líderes mostravam-se fortemente contrários à monarquia e planejavam a criação de uma república. Bóris decidiu, então, tomar os assuntos em suas mãos. Em 22 de janeiro de 1935, oito meses após a tomada do poder por Kimon Georgiev, o czar encarregou o general Pentcho Zlatev de "caçar os republicanos" e formar um novo governo. Bóris, que até então manteve-se afastado da vida política do país, assumia as rédeas do poder.

### Instauração da ditadura real
Num primeiro momento, Bóris manteve as bases do governo de Georgiev. O novo gabinete foi composto por três generais, três membros dos principais partidos proibidos e três civis. Gradualmente os militares foram afastados do poder pelo czar, que fortaleceu seu poder pessoal e estabeleceu uma monarquia absoluta. Ele definiu este novo regime como transitório, com a ditadura da Zveno até o retorno ao sistema parlamentar tradicional.
No outono de 1936, a liberdade de imprensa e o direito às reuniões políticas foram restaurados, mas os partidos políticos permaneceram proibidos. Nas eleições municipais de 1937, mulheres casadas e com filhos tiveram direito ao voto. Em 1938, a Assembleia Nacional foi reaberta para as eleições legislativas.

## Política externa

### Reaproximação com a Alemanha Nazista
Nos termos do Tratado de Neuilly, o exército búlgaro não poderia ter características ofensivas e, em muitas ocasiões, o governo solicitou a revisão dessa cláusula. Em 1935, uma oportunidade surgiu quando a Turquia, para defender seus direitos territoriais, fortaleceu militarmente a Trácia ocidental. O equilíbrio de forças na região foi quebrado e a Bulgária reclamou o direito de defender-se contra eventuais ataques - pretexto aceito pelas grandes potências. Apesar de procurar apoio francês e inglês para renovar seu arsenal bélico, somente a Alemanha respondeu favoravelmente aos búlgaros. Bóris aceitou a oferta, mas evitou assinar qualquer tratado de envolvimento militar com o regime nazista alemão.
Comercialmente, a Bulgária tornou-se quase dependente da Alemanha nazista. Esta última, em busca de um país que pudesse suprir sua necessidade de alimentos, vê a Bulgária como uma espécie de despensa e importa cerca de 70% dos produtos búlgaros. Apesar da crescente prosperidade proveniente dessa relação comercial, Bóris temia submeter-se à hegemonia alemã e voltou-se às democracias ocidentais.

### Czar diplomata
Desde 1935, Boris e Georgi Kyoseivanov se esforçavam para estabelecer boas relações com as democracias ocidentais. O czar foi diversas vezes à França e à Inglaterra tentando fechar, em vão, contratos comerciais. Durante uma dessas viagens à Inglaterra, em agosto de 1938, ofereceu-se como mediador entre o primeiro-ministro Neville Chamberlain e Adolf Hitler sobre a Crise dos Sudetos. Em seguida, Bóris foi à Alemanha, onde teve um encontro secreto com o führer. Após esta entrevista, escreveu a Chamberlain aconselhando-o a entrar em contato direto com Hitler e ceder-lhe a região dos Sudetos.
Bóris não era um homem facilmente manipulável. Em 1935, quando a Liga das Nações impôs sanções econômicas à Itália após a invasão da Etiópia, o monarca não hesitou em apoiar publicamente a decisão. Mussolini lembrou-o sobre os laços familiares que o ligavam à dinastia italiana, ao que Bóris respondeu: Não faço política servindo-me de meus sentimentos por meus sogros."
Já as relações diplomáticas com os países balcânicos eram bastante tensas. A Bulgária sempre se recusou em aderir à "Entente Balcânica", pacto envolvendo Romênia, Iugoslávia, Turquia e Grécia, aparentemente criado para sufocar o irredentismo búlgaro. Aderindo a este acordo, a Bulgária seria forçada a aceitar um status quo, fazendo-a renunciar de facto às reivindicações territoriais sobre os seus vizinhos. Sua recusa alimentava a desconfiança desses países. Paradoxalmente, um pacto de amizade entre a Bulgária e a Iugoslávia foi assinado 24 de janeiro de 1937.
Embora fosse um pacifista, Bóris III acreditava que o irredentismo búlgaro poderia ser resolvido pela via diplomática. Esta via seria claramente favorecida por Adolf Hitler na Segunda Guerra Mundial.

### Neutralidade
Nos primeiros momentos Segunda Guerra Mundial, a opinião pública búlgara dividiu-se entre o apoio à Alemanha, que prometia restituir os territórios perdidos em guerras anteriores, e uma simpatia pelos opositores às Potências do Eixo. Bóris III declarou, em 1940:
"Meus generais estão germanófilos, meus diplomatas anglófilos, a rainha é italianófila e meu povo é russófilo. Eu sou apenas neutro na Bulgária."
Em fevereiro de 1940, o sucesso de Adolf Hitler forçou Bóris a substituir seu primeiro-ministro pró-ocidente por Bogdan Filov, um germanófilo notório. Em 22 de julho de 1940, após uma visita a Hitler, Filov anunciou ao czar a intenção romena em ceder Dobruja. Efetivamente, o Tratado de Craiova, de 7 de setembro de 1940, ratificou a devolução da Dobruja do Sul à Bulgária. Bóris, então, enviou seus agradecimentos a Hitler e Mussolini, mas também à União Soviética e à Inglaterra.
Em outubro de 1940, Mussolini convidou Bóris III a participar consigo da invasão da Grécia, o que permitiria à Bulgária ter acesso ao mar Egeu, mas o convite foi recusado. Da mesma forma, apesar da pressão sobre o czar, Hitler não conseguiu fazê-lo aderir ao Pacto Tripartite, em 17 de novembro de 1940. Bóris queria por todos os meios manter-se neutro e, ao convite do Führer, teria respondido: "agora não". Esta atitude rendeu-lhe, de Goebbels, o epíteto de "sujeito astuto e dissimulado".
Preocupada com a visita a Hitler, a União Soviética propôs um pacto bilateral a Bóris em 19 de novembro, mas também o recusou. Alarmados com a notícia, os nazistas reiteram sua proposta em 21 de novembro, seguida de outra da União Soviética a 25 do mesmo mês, mas Bóris, tentando ganhar tempo, gentilmente recusa ambas.

### O novo aliado da Alemanha

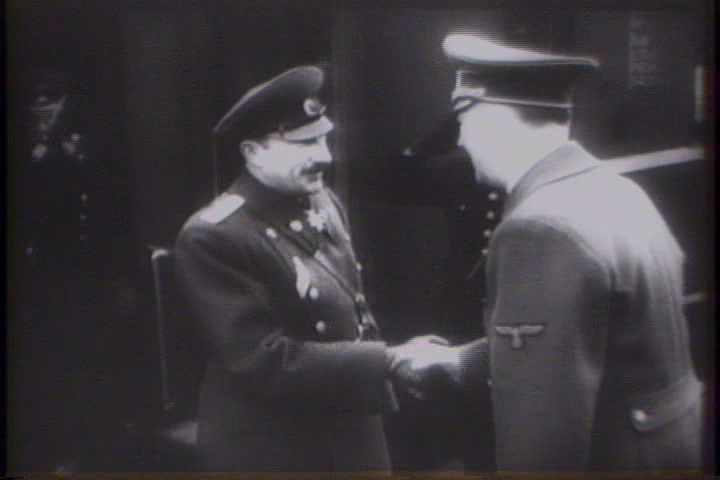
Bóris III e Adolf Hitler

Em janeiro de 1941, após o colapso italiano na Grécia, Hitler enviou auxílio a Mussolini. As tropas alemãs teriam que atravessar a Romênia e, por bem ou por mal, a Bulgária. Dessa forma, Bóris foi obrigado a aderir ao Pacto Tripartite. Bogdan Filov assinou a adesão em 1 de março de 1941 e, no mesmo dia, o exército alemão entrou no território da Bulgária.
Uma vez que Bóris recusava-se a participar das operações militares, os alemães propuseram, em 19 e 20 de abril, que as tropas búlgaras ocupassem os territórios já conquistados da Trácia e da Macedônia. A Alemanha, abordando o problema do irredentismo, concedia à Bulgária a função de administrar grande parte dos Balcãs. Este evento valeu a Bóris o cognome de "O Reunificador".
Em 13 de dezembro de 1941, a Bulgária declarou, simbolicamente, guerra à Inglaterra e aos Estados Unidos, com os quais o risco de confronto militar, em vista da geografia, era improvável.

### Os judeus búlgaros
Em 29 de dezembro de 1940, o governo criou o Brannik, organização de jovens inspirada na Juventude Hitlerista. Quatro dias antes, a Assembleia Nacional já havia aprovado a "Lei de Proteção da Nação", a primeira medida anti-semita, que afetava cerca de 50 000 judeus. Apesar da rápida reação popular contrária à aprovação da lei, ela entrou em vigor em 13 de janeiro de 1941.
Em 26 de agosto de 1942, atendendo uma exigência de Hitler, que exigia a resolução da "questão judaica" no território búlgaro, foi criada uma comissão para assuntos judaicos, responsável, inicialmente, por aplicar restrições: toque de recolher obrigatório, prisão domiciliar, racionamento de alimentos, uso da estrela amarela nas roupas. Num segundo momento, a comissão passou a organizar a deportação de judeus para os campos de concentração. Para que as medidas fossem colocadas em prática, Hitler enviou um especialista: Theodor Dannecker, oficial da SS.
Após a deportação de 11.363 judeus que viviam nos territórios ocupados da Trácia e Macedônia, foi a vez daqueles que viviam na Bulgária. A população, indignada, protestou vigorosamente. Muitas personalidades mobilizaram-se contra estas medidas, como Dimitar Pešev, vice-presidente do parlamento, e Estefânio I, exarca metropolitano de Sófia, que simbolizavam o movimento e fizeram com que Bóris recuasse da decisão.
Em maio de 1943, o governo planejava uma segunda tentativa de deportação. A população se opõe novamente e um grande evento é organizado, reunindo cerca de 10 mil pessoas diante do palácio do czar. Bóris, alinhado com o sentimento popular, assume a não deportação de judeus, alegando ao enfurecido Führer que "necessitava muito dos seus judeus para a manutenção das estradas". Assim, os judeus búlgaros conseguiram escapar dos campos de concentração.

## Morte misteriosa

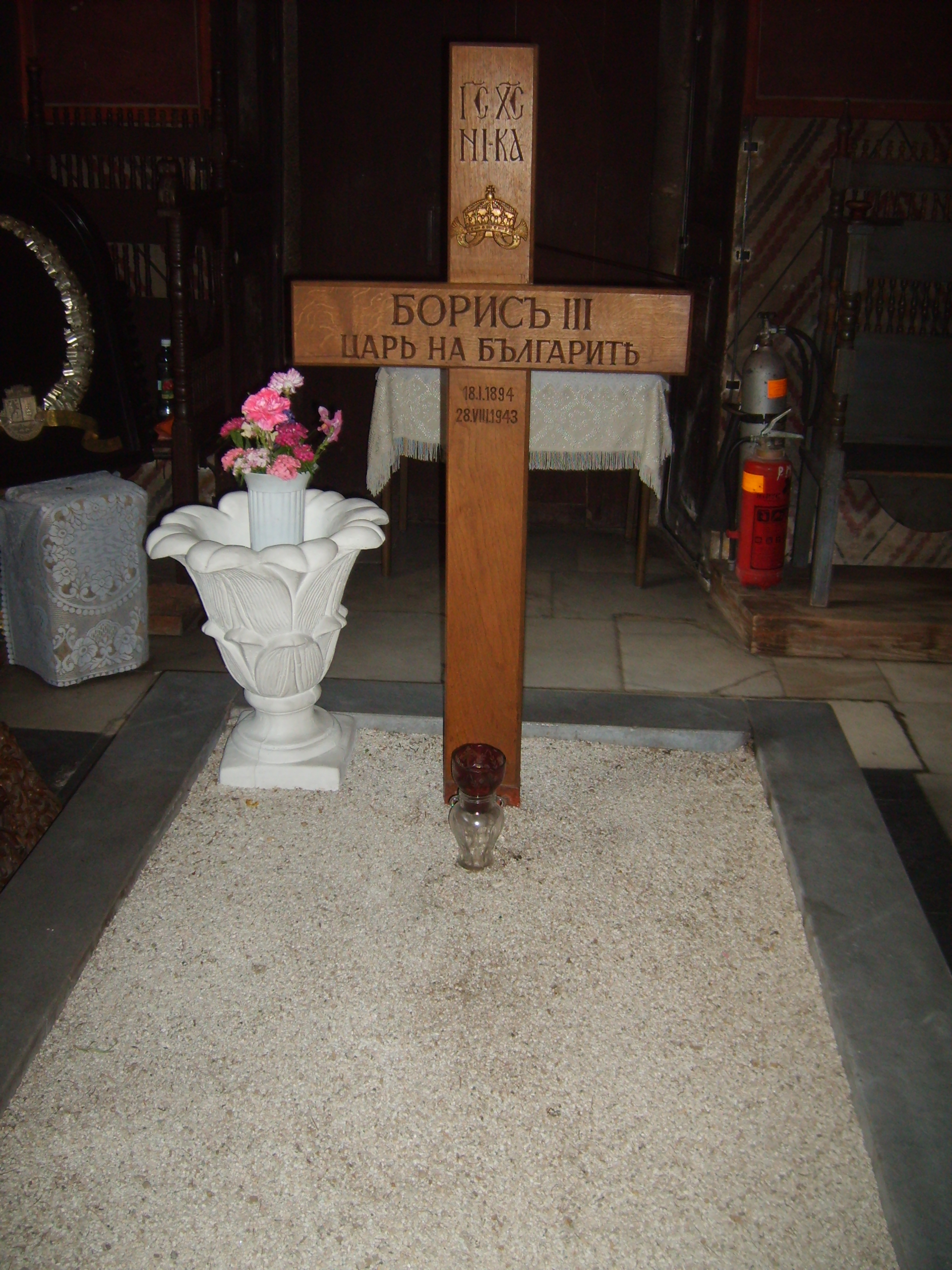
Túmulo de Bóris III

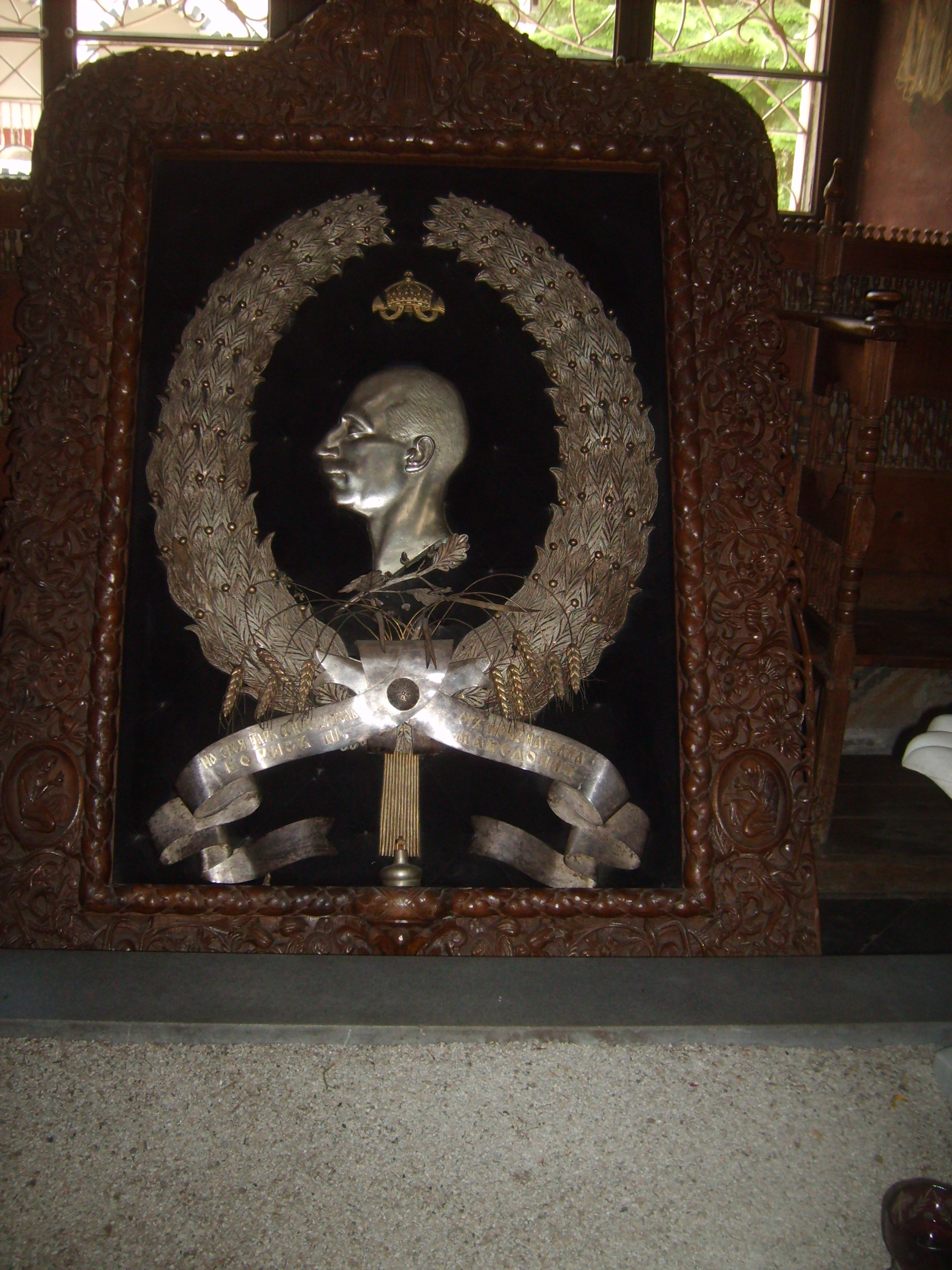
Escultura ofertada pela população de Osoi, com a inscrição: "Ao Czar Bóris III, o Libertador, da agradecida Macedônia."

Em 1943, o progresso da guerra sofre uma reviravolta com a Batalha de Stalingrado e os ventos começam a virar contra a Alemanha. Percebendo isso e querendo evitar o mesmo erro que seu pai 25 anos antes, Bóris iniciou contatos secretos com diplomatas americanos.
Ciente desses rumores, Hitler convocou-o, em 14 de agosto de 1943, ao quartel-general da frente oriental, próximo a Rastemburgo, na Prússia Oriental. A reunião foi bastante tensa: o chanceler lembrou-lhe o quanto devia à Alemanha, sem que nunca lhe fosse cobrado nada. Na verdade, desde o início da guerra, a Bulgária não esteve muito envolvida no conflito. Sua ajuda resumiu-se ao envio de um comboio médico à Frente Oriental, em outubro de 1941.
Hitler ordenou que Bóris dispusesse suas tropas numa nova frente no sudoeste, na esperança da dispersão das forças soviéticas. O czar, recusando-se a atendê-lo, deixa o gabinete 45 minutos mais tarde, bastante abatido, e retorna a Sófia no dia seguinte em um avião alemão. Nove dias depois do encontro, em 23 de agosto, sem que apresentasse qualquer sintoma de doença, Bóris foi subitamente acometido de vômitos violentos, morrendo em 28 de agosto de 1943, aos 49 anos de idade.
Esta morte "oportuna" ainda é muito controversa. Alguns foram rápidos em acusar Hitler de ter envenenado o teimoso monarca na expectativa da chegada ao poder de um governo mais de acordo com seus pontos de vista. A questão nunca foi resolvida e muitos ainda acreditam que Bóris foi assassinado, apesar de nenhuma evidência ter surgido. De acordo com o diário do adido alemão em Sófia à época do ocorrido, coronel von Schoenebeck, os dois médicos alemães que atenderam o czar - Sajitz e Hans Eppinger - acreditavam que o rei tinha morrido pela ação do mesmo veneno que o dr. Eppinger havia encontrado dois anos antes no exame pós-morte do primeiro-ministro grego Ioánnis Metaxás, um veneno lento, que leva semanas para fazer efeito e provoca o aparecimento de manchas na pele da vítima antes da morte.
Mesmo seu irmão, o príncipe Cirilo, declarou, no processo a que foi submetido pelos comunistas em 1945 (por colaboracionismo e traição), que Bóris havia sido envenenado durante o voo de retorno à Bulgária, em 14 de agosto, tendo o piloto voado em altitude muito elevada, forçando o czar a inalar um veneno tóxico contido na máscara de oxigênio.
No entanto, o laudo da autópsia divulgado na época indicou que Bóris III, sofria de trombose na artéria coronária esquerda, pneumonia bilateral e edema pulmonar e cerebral e morreu de um ataque cardíaco devido ao estresse que vinha sofrendo ultimamente.
Uma escultura de madeira foi colocada à esquerda de seu túmulo, no Mosteiro de Rila, em 10 de outubro de 1943 - oferecida pelos habitantes de Osoi, na região de Debar. A escultura contém a seguinte inscrição:
"Ao Czar Bóris III, o Libertador, da agradecida Macedônia."

## A Bulgária após sua morte

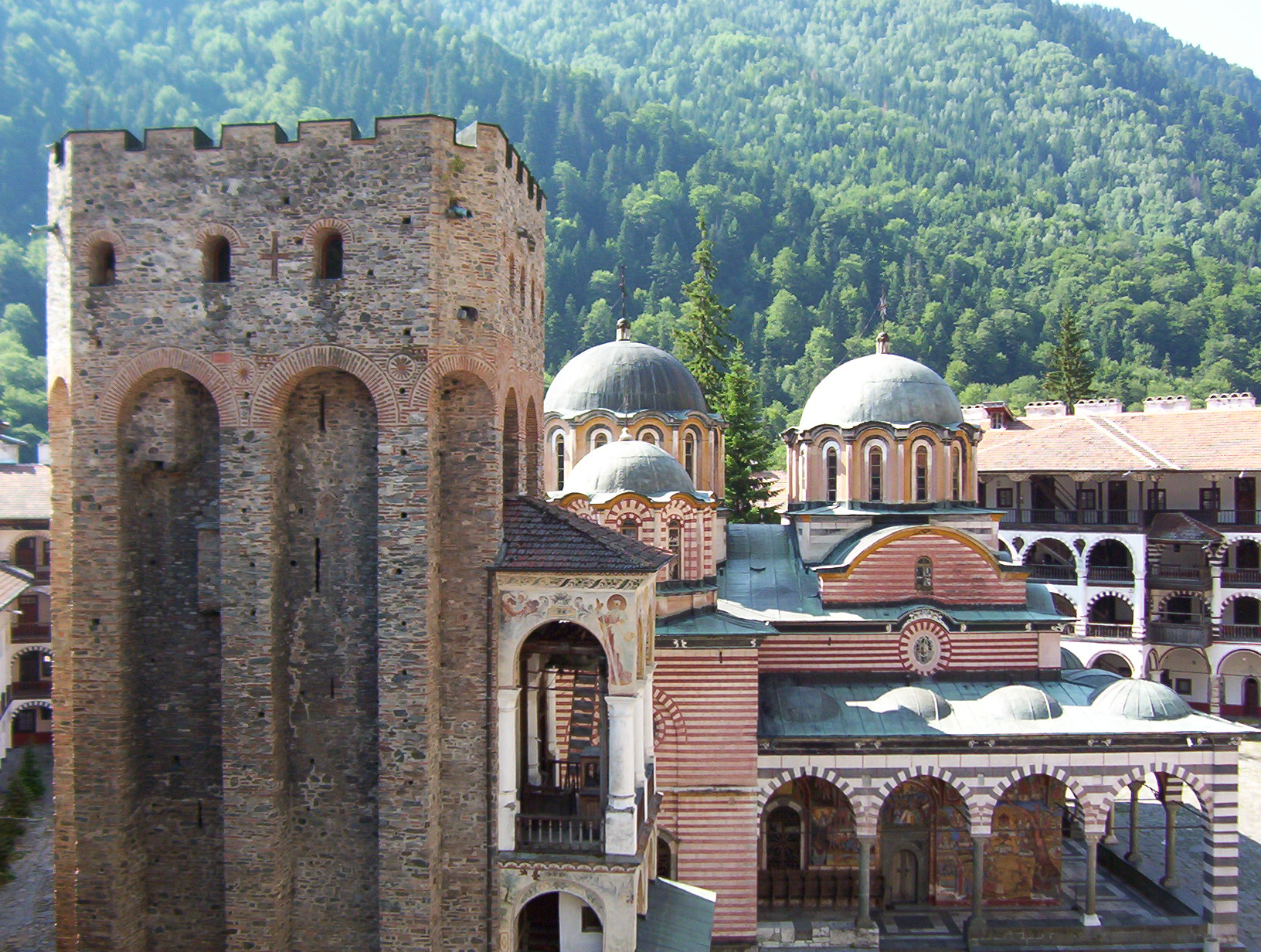
Monastério de Rila, onde o Czar foi sepultado

O súbito desaparecimento do czar levou ao trono seu filho de seis anos, Simeão II, sob a regência de um conselho composto por seu tio, o príncipe Cirilo, o primeiro-ministro Bogdan Dimitrov Filov (apelidado de "vice-czar") e o ministro da guerra Nikola Mihov (o representante metropolitano da Igreja Ortodoxa Búlgara, Filaret Lovchansky, também foi convidado a compor o Conselho de Regência, mas declinou do convite). Neste período, os aliados passaram a dominar a guerra. O governo tentou declarar-se neutro no conflito, mas já era tarde demais: em 5 de setembro de 1944, a União Soviética declarou guerra à Bulgária.
No dia seguinte, uma insurreição levou ao poder a Frente patriótica, uma coligação dominada pelos comunistas e pela Zveno. O novo governo, liderado pelo ex-primeiro-ministro republicano Kimon Georgiev, promoveu violentos expurgos, onde cerca de 16 000 pessoas foram executadas sem julgamento. Então, em outubro de 1944, iniciaram-se uma série de processos que condenaram 2730 pessoas à morte. Entre estes havia diversos representantes do antigo regime, como os três regentes, 22 ex-ministros, 67 deputados, oito conselheiros do czar e 47 oficiais superiores. Após a conclusão dos expurgos, o governo passou a ocupar-se da família real.
Assim, em 24 de abril de 1946, as autoridades obrigaram a família real a exumar o corpo de Bóris III, que foi mais tarde sepultado num local secreto. Finalmente, em setembro de 1946, um plebiscito pôs fim ao regime monárquico, forçando-os ao exílio inicialmente no Egito e, posteriormente, na Espanha. Após a queda do comunismo, um compartimento com o coração preservado do czar foi encontrado nos jardins do Palácio de Vrana e, em agosto de 1993, para comemorar o cinquentenário de sua morte, foi levado de volta ao Mosteiro de Rila, onde se encontra atualmente.

## Descendência
| Nome        | Nascimento            | Notas |
| ----------- | --------------------- | --- |
| Maria Luísa | 13 de janeiro de 1933 | Casada em primeiras núpcias com o príncipe Carlos de Leiningen e, em segundas núpcias, com Bronislaw Chrobok. Ambas as uniões geraram descendência. |
| Simeão II   | 16 de junho de 1937   | Casado com Margarita Gómez-Acebo y Cejuela, com descendência.                                                                                       |

## Nota
- Este artigo foi inicialmente traduzido, total ou parcialmente, do artigo da Wikipédia em francês cujo título é «Boris III de Bulgarie», especificamente desta versão.